# Quốc tịch
Quốc tịch (chữ Hán: 國籍) là mối quan hệ pháp lý giữa một cá nhân và một quốc gia có chủ quyền. Nếu một người có quốc tịch của một quốc gia thì người đó được gọi là công dân của quốc gia đó. Quốc tịch ban cho quốc gia thẩm quyền pháp lý đối với cá nhân và cho phép cá nhân nhận được sự bảo vệ của quốc gia mà họ có quốc tịch. Các quyền lợi và nghĩa vụ cụ thể khác nhau tùy theo quốc gia.
Quyền công dân thì được quyết định bởi jus soli, jus sanguinis hay sự nhập tịch. Ở một vài nơi trên thế giới, quốc tịch của một người được quyết định bởi dân tộc của người đó hơn là quyền công dân. Quốc tịch cho phép nhà nước có quyền lực pháp lý với một cá nhân và cũng cho phép cá nhân quyền được bảo vệ bởi nhà nước.
Điều 15 Tuyên ngôn Quốc tế Nhân quyền chỉ rõ "Mọi người đều có quyền với một quốc tịch" và "Không ai đáng bị tước quốc tịch một cách tùy tiện hay bị từ chối quyền đổi quốc tịch". Các quốc gia có quyền quyết định công dân của nước đó. Những việc quyết định này là một phần của luật quốc tịch. Trong một vài trường hợp, việc quyết định quốc tịch được dựa theo luật pháp quốc tế.
Từ quyền công dân thường được sử dụng khác với quốc tịch, khác biệt cơ bản nhất của quyền công dân là công dân có quyền được tham gia vào đời sống chính trị của một nhà nước, như việc bầu cử hoặc ứng cử. Trong khi thuật ngữ quốc tịch có thể bao gồm những người là công dân và những người không phải là công dân.
Ngoài ra, quốc tịch còn có thể là quyền thành viên của một dân tộc (một nhóm người có cùng mối quan hệ về dân tộc và văn hóa) dù dân tộc đó không có nhà nước, ví dụ như người Basque, người Kurd, người Tamil, người Scotland.
Trong trường hợp ngược lại, một cá nhân có thể là Không quốc tịch, là người mà xét về mặt luật pháp không được coi là công dân của bất kỳ quốc gia nào.